# 佐脇英之
佐脇 英之（さわき えいし、延享2年（1745年） - 寛政3年6月3日（1791年7月3日））は江戸時代の英派の絵師。

## 来歴
佐脇嵩之の門人。嵩之の娘、一説には佐脇嵩雪の娘とも言われる。名は満佐（まさ）。英之と号しており、安永から天明期に活躍している。また窪俊満に学んだともいわれる。享年47。墓所は浅草誓願寺中称名院。法名は松月英之信女。